# Galiciuica
Galiciuica – wieś w Rumunii, w okręgu Dolj, w gminie Galiciuica. W 2011 roku liczyła 1512 mieszkańców.